# Diane Dufresne
Diane Dufresne (Montreal, 30 september 1944) is een Franstalige Canadese zangeres en schilderes.

## Biografie
Dufresne woonde in Parijs van 1965 tot 1967, waar ze zang studeerde bij Jean Lumière en dramatische kunst bij Françoise Rosay. Terwijl ze daar was, trad ze op in bekende boîte à chansons zoals l'Écluse, l'Échelle de Jacob en le Caveau de la Bolée. Bij haar terugkeer in Montreal begon ze een samenwerking met componist François Cousineau en tekstschrijver Luc Plamondon.
In maart 2019 was ze een van de 11 zangers uit Quebec, die naast Ginette Reno, Céline Dion, Isabelle Boulay, Luce Dufault, Louise Forestier, Laurence Jalbert, Catherine Major, Ariane Moffatt, Marie Denise Pelletier en Marie-Élaine Thibert, deelnam aan een opname van een supergroep van Renée Claude's single Tu trouveras la paix uit 1971, nadat de diagnose van Claude's ziekte van Alzheimer was aangekondigd.

## Awards en onderscheidingen
- 1987: Félix Award, beste popshow: Top Secret
- 2001: Performing Arts Award van de gouverneur, Canada's hoogste onderscheiding in de podiumkunsten
- 2002: Ridder in de Nationale Orde van Quebec
- 2006: Félix Hommage voor haar levensprestaties
- 2008: Legioen van eer door Frankrijk
- 2015: Benoemd als lid van de Orde van Canada

## Discografie
- 1969: L'initiation
- 1972: Tiens-toé ben, j'arrive
- 1973: À part de d'ça, j'me sens ben
- 1974: 12 succès pop
- 1975: Sur la même longueur d'ondes
- 1975: Mon premier show (en public)
- 1977: Maman, si tu m'voyais... tu s'rais fière de ta fille!
- 1978: Olympia '78, volume 1et 2
- 1978: Starmania
- 1979: Starmania, le spectacle
- 1979: Striptease
- 1982: Turbulences
- 1984: Dioxine de carbone et son rayon rose
- 1984: Magie rose (en public)
- 1985: Chanteurs sans frontières (speciale participatie)
- 1986: Follement vôtre
- 1987: Top secret
- 1988: Master série en 2 volumes (compilatiealbum)
- 1991: Sans dessous dessus (compilatiealbum)
- 1993: Détournement majeur
- 1997: Diane Dufresne
- 2000: Merci (compilatiealbum: Quebec)
- 2002: Merci (compilatiealbum: Frankrijk)
- 2005: Diane Dufresne chante Kurt Weill, met Yannick Nézet-Séguin
- 2007: Effusions, begeleid door Alain Lefèvre
- 2018: Meilleur Après

## Shows
- 1987: Top Secret
- 2002: En liberté conditionnelle
- 2004: Symphonie de Kurt Weill (single concert)
- 2006: Plurielle en Quatre Tableaux

- Bibliothèque nationale de France: cb119698741 (data)
- Gemeinsame Normdatei: 135209242
- International Standard Name Identifier: 0000 0001 1815 6925
- Library of Congress Control Number: no98080372
- MusicBrainz: 7bd81307-3ea4-42bb-87cc-63e73bf1ea16
- Nationale Bibliotheek van Israël: 987007349855205171
- SNAC: w6kw7kth
- Système universitaire de documentation: 159282551
- Virtual International Authority File: 9855783